# Dny víry

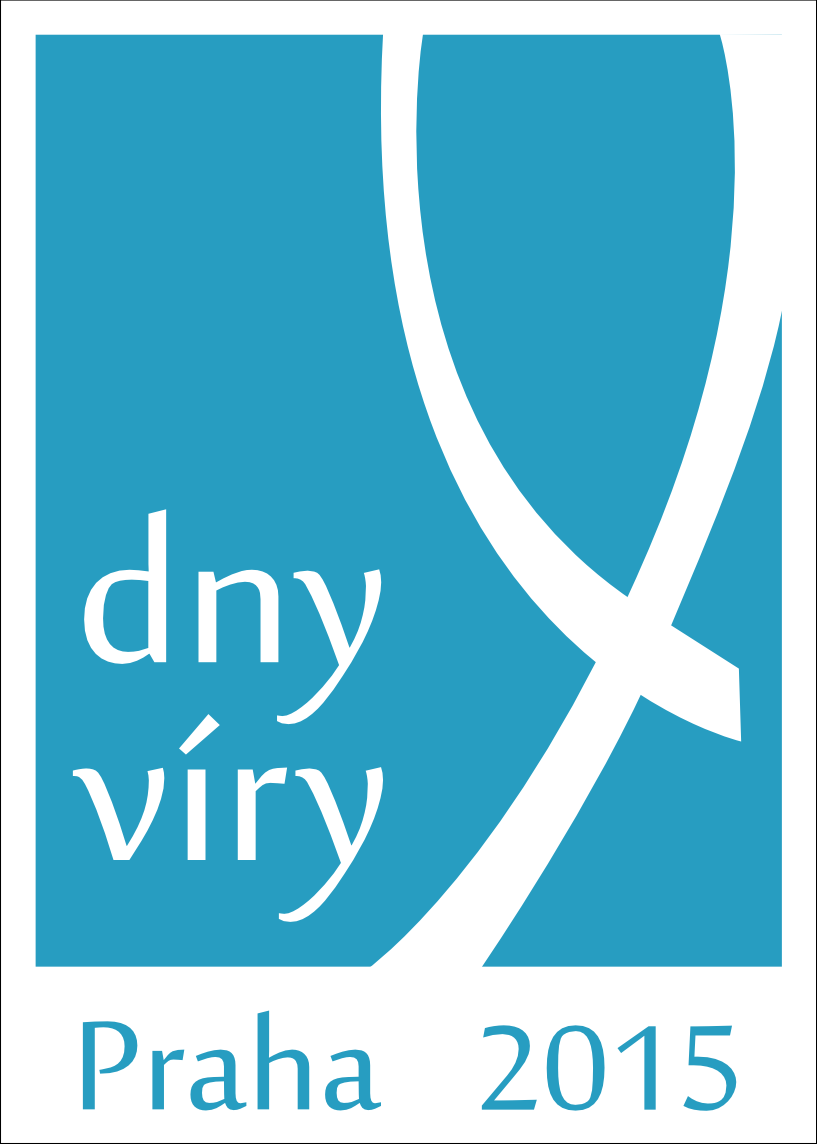
Oficiální logo Dnů víry

Dny víry jsou ekumenickým festivalem, který zájemcům nabízí nahlédnutí do křesťanské kultury, filozofie a hodnot.

## 2015
Dny víry 2015 byly ekumenickou městskou misií, která se uskutečnila v Praze od 30. května do 6. června 2015. V hlavním městě se konaly desítky akcí v centru i v okrajových částech propojených v rámci projektu Dny víry. Jednotlivé aktivity měly formu kulturních, vzdělávacích, společenských i duchovních akcí. Uskutečnil se například festival křesťanských filmů, na jehož přípravě se podílel režisér Jiří Strach, nebo výstava spojená s výtvarným workshopem italského sochaře Guida Dettoniho. Dny víry uzavřel koncert skupiny Hradišťan s Jiřím Pavlicou v centru Prahy a průvod světla do kostela Nejsvětějšího Salvátora na pražském Starém Městě.
Jednoduché logo Dnů víry v sobě má trojí symboliku – ryba odkazuje na Ježíše Krista, kříž na vykoupení, křížení cest na příležitost k setkání.
Projekt navázal na každoročně pořádanou Noc kostelů. „Při Noci kostelů zveme lidi do našich chrámů a bohoslužebných prostor – během Dnů víry naopak chceme vyjít z kostelů ven a setkat se ve veřejném prostoru s lidmi, kteří v Boha nevěří,“ uvedl vedoucí organizačního týmu Michal Němeček. Dny víry 2015 připravilo Arcibiskupství pražské ve spolupráci s Ekumenickou radou církví a dalšími církvemi a sbory.
Dny víry se konaly u příležitosti 600. výročí smrti Mistra Jana Husa, který je důležitou postavou českých dějin i dějin křesťanství. Projekt podpořil kardinál Dominik Duka. Záštitu nad Dny víry převzal ministr kultury Daniel Herman i předsedové obou komor parlamentu – Jan Hamáček a Milan Štěch.

## 2016
V roce 2016 se Dny víry uskutečnily v ostravsko-opavské diecézi od 5. do 12. června 2016. Jejich součástí byl např. koncert k 20. výročí založení diecéze v Katedrále Božského Spasitele v Ostravě. Na Dny víry navázala Noc kostelů a na ekumenickém shromáždění je zakončila Modlitba za Ostravu.